# Niløse Sogn
Niløse Sogn 
ist eine Kirchspielsgemeinde (dän.: Sogn) auf der Insel Sjælland im südlichen Dänemark.
Bis 1970 gehörte sie zur Harde Merløse Herred im damaligen Holbæk Amt, danach zur Dianalund Kommune im Vestsjællands Amt, die im Zuge der  Kommunalreform zum 1. Januar 2007 in der Sorø Kommune in der Region Sjælland aufgegangen ist.
Im Kirchspiel leben 701 Einwohner, davon 201 im Kirchdorf (Stand: 1. Januar 2023).

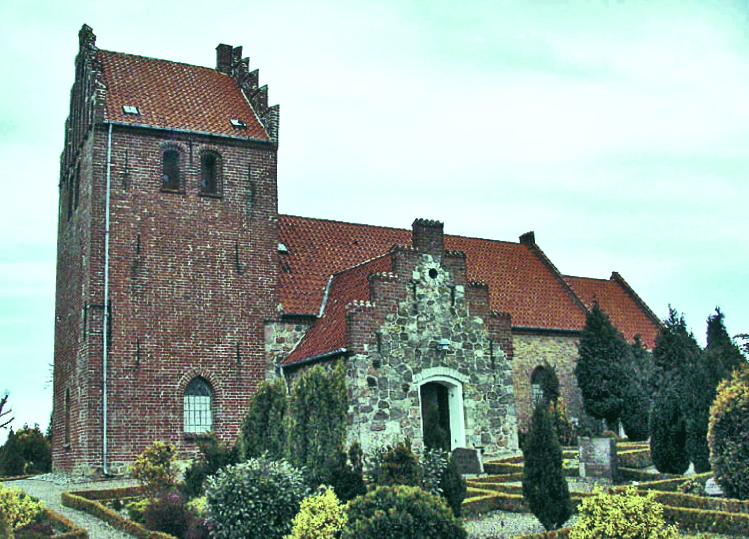
Niløse kirke

Im Kirchspiel liegt die Kirche „Niløse Kirke“.
Nachbargemeinden sind im Osten Stenlille Sogn, im Süden Tersløse Sogn und im Südwesten Skellebjerg Sogn, ferner in der westlich benachbarten Kalundborg Kommune Reerslev Sogn und in der nördlich benachbarten Holbæk Kommune Skamstrup-Frydendal Sogn und Undløse Sogn,.